# Ready an' Willing
Ready an' Willing es el cuarto álbum de estudio de la banda de hard rock británica Whitesnake, publicado el 31 de mayo de 1980. 
Fue un éxito local dentro del Reino Unido (UK Albums Chart)  llegando al # 6. También fue su primer éxito comercial fuera del páis, al llegar al #32 en Noruega y al # 90 en Estados Unidos.
El disco presentó dos sencillos para el público británico para ese  mismo año;  "Fool for Your Loving", que alcanzó el n.º 13 en listas en abril de 1980 y la canción que da título, "Ready an' Willing (Sweet Satisfaction)",  que logró el  n.º 43 en julio. 
En agosto de 1980,  "Fool For Your Loving" alcanzó el n.º 53 en la  Billboard Hot 100, su primer ingreso en listas para el público estadounidense.

## Lista de canciones
| N.º | Título                    | Escritor(es)                                       | Duración |  |
| 1.  | «Fool for Your Loving»    | David Coverdale, Micky Moody, Bernie Marsden       | 4:17     |  |
| 2.  | «Sweet Talker»            | Coverdale, Marsden                                 | 3:38     |  |
| 3.  | «Ready an' Willing»       | Coverdale, Moody, Neil Murray, Jon Lord, Ian Paice | 3:44     |  |
| 4.  | «Carry Your Load»         | Coverdale                                          | 4:06     |  |
| 5.  | «Blindman»                | Coverdale                                          | 5:09     |  |
| 6.  | «Ain't Gonna Cry No More» | Coverdale, Moody                                   | 5:52     |  |
| 7.  | «Love Man»                | Coverdale                                          | 5:04     |  |
| 8.  | «Black and Blue»          | Coverdale, Moody                                   | 4:06     |  |
| 9.  | «She's a Woman»           | Coverdale, Marsden                                 | 4:07     |  |

## Bonus tracks Edición 2006 remasterizada
| 2006 remastered bonus tracks |                                                 |                              |          |  |
| N.º                          | Título                                          | Escritor(es)                 | Duración |  |
| 10.                          | «Love for Sale» (Previously unreleased)         | Coverdale                    | 3:05     |  |
| 11.                          | «Ain't No Love in the Heart of the City» (Live) | Michael Price, Dan Walsh     | 6:54     |  |
| 12.                          | «Mistreated» (Live)                             | Coverdale, Ritchie Blackmore | 13:30    |  |
| 13.                          | «Love Hunter» (Live)                            | Coverdale, Moody, Marsden    | 5:56     |  |
| 14.                          | «Breakdown» (Live)                              | Coverdale, Moody             | 5:38     |  |

Pistas 11-14 del Reading Rock Festival, 26 de agosto de 1979.

## Personal
- David Coverdale – vocales
- Micky Moody – guitarras
- Bernie Marsden – guitarras
- Jon Lord –teclados
- Neil Murray – bajo
- Ian Paice – batería

## Listados

### Álbum
Billboard (Norteamérica)
| Año  | Lista      | Posición |
| ---- | ---------- | -------- |
| 1980 | Pop Albums | 90       |